# Џони Еванс
Џонатан Грант Еванс (Белфаст, 3. јануар 1988) јесте фудбалер из Северне Ирске. Игра на позицији одбрамбеног играча. Тренутно наступа за Манчестер јунајтед и члан је репрезентације Северне Ирске.

## Највећи успеси
Сандерланд
- Чемпионшип (1) : 2006/07.

Манчестер јунајтед
- Премијер лига (3) : 2008/09, 2010/11, 2012/13.
- ФА куп (1) : 2023/24.
- Лига куп Енглеске (2) : 2008/09, 2009/10.
- ФА Комјунити шилд (4) : 2008, 2010, 2011, 2013.
- Лига шампиона (1) : 2007/08. (финале 2008/09, 2010/11).
- Светско клупско првенство (1) : 2008.

Лестер сити
- ФА куп (1) : 2020/21.